# Шарлотта Каніц

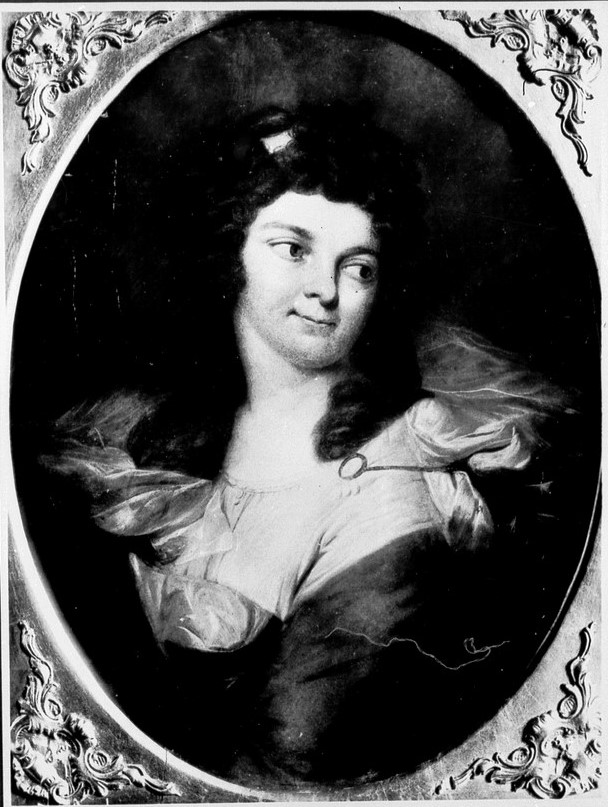
Портрет Шарлотти Канітс у 1791 р. Даніель Кафе

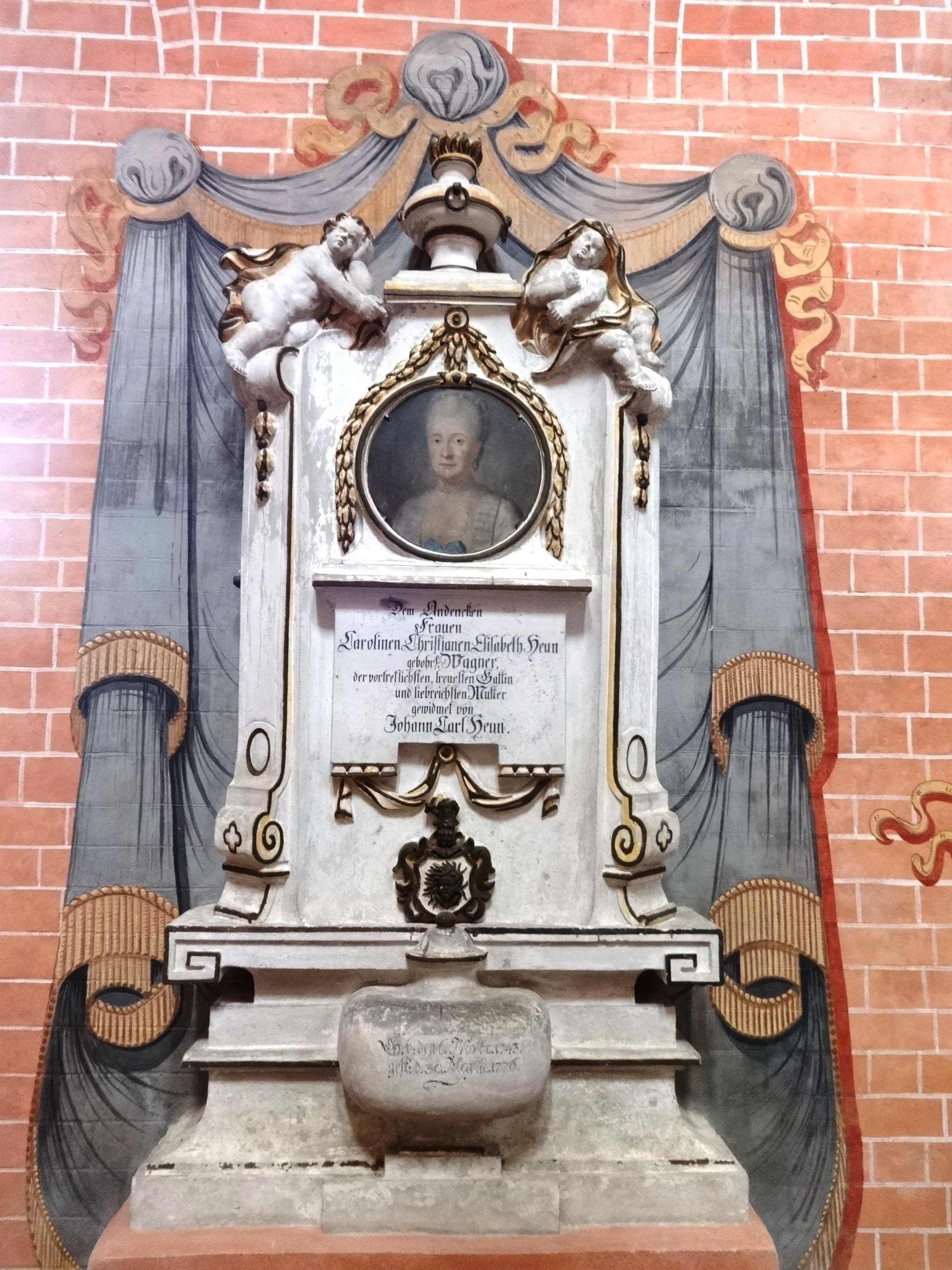
Могила матері Каролін Крістіан Елізабет Хеун (1743–1776) у монастирській церкві Доберлуг

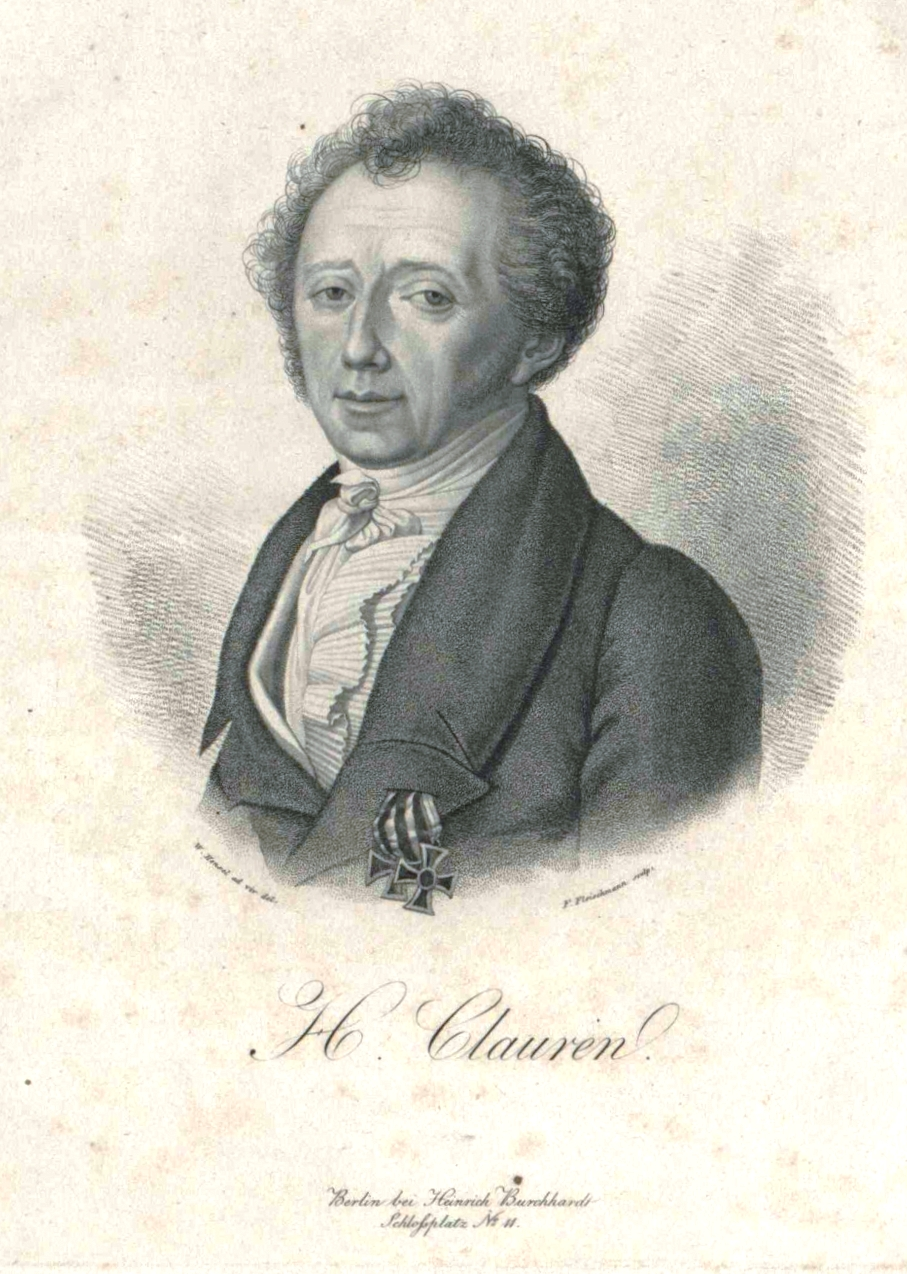
Х. Кларен (Карл Хеун) (1771-1854), брат Шарлотти Канітц

Огюст Ердмуте Шарлотта Каніц, нар. Хеун (24 лютого 1773,Доберлуг; † 1826 ), псевдонім Лотта Бертольд - німецька письменниця.

## Життєпис
Шарлотта Хеун була сестрою Генріетти Хеун (1765-1850) і письменника Карла Готліба Самуеля Гена (1771 - 1854).
Шарлотта Хеун викладала як приватна репетиторка французької.
Взяла перший шлюб в 1792 з протестантським книготорговцем та бібліографом Йоганном Вільгельмом Іммануїлом Генінсієм (1768 - 1817). Так з’явилися Весільні вірші (з мелодією) та весільні анекдоти до церемонії одруження Вільгельма Гейнінсія з Шарлоттою Хеун, Добрилугком та Лейпцигом у 1792 р.
Пише історії для дітей з 1801 року, спочатку опубліковані разом з Карлом Августом Готлібом Зейделем (1754–1822). Імена їхніх дітей Юліус, Карл, Луїза та Бетті згадуються у підзаголовку.
Каніц розійшлася з Генінсієм у 1805 і одружилась з урядовим секретарем Фрідріхом Карлом Каніц у 1807, після чого мешкала в будинку свого зятя Шимпфа в Мерсебурзі.

## Твори
- з Карлом Августом Готлібом Зайделем:[6]
  - Перша їжа для проростаючого розуму добрих дітей: особливо для Джуліуса, Карла, Луїзи, Бетті. Лейпциг, 1801; Фрідріх Август Лев.
  - Друга їжа для зростаючого розуму добрих дітей: особливо для Джуліуса, Карла, Луїзи, Бетті від їх матері. Лейпциг, 1801; Фрідріх Август Лев
- Маленький вінок - розповіді для дітей. Дрезден, 1818; Книгарня Арнольда, 126 сторінок.